# Manganit
Manganit är ett blåsvart mineral sammansatt av väte, syre och mangan, MnO(OH)).
Mineralet innehåller 89,7 % manganseskvioxid (räknat som Mn2O3) eller teoretiskt 62,47 % Mn, 36,39 % O och 1,15 % H. Manganit löser sig i saltsyra under utveckling av klor. 

## Förekomst
Det förekommer mestadels i sprickzoner i granit. Svensk manganit finns framförallt i området kring Vättern, exempelvis nära Spexeryd i Småland och Bölet i Västergötland, samt Långban i Värmland och Tjålme och Rakten i Lappland.
Fyndorter finns också i bland annat Harzbergen, Ilmenau i Thüringen, Norge (Hurum och Kristiansand), Alsace, Storbritannien (Exeter) och Michigan, USA.

## Användning
Manganit är ett viktigt malmmineral i manganmalm.
Det kan också användas som pigment, manganbrunt, i Colour Index listat som Pigment Brown 8  (77728, 77730). Det pigment som säljs idag är oftast gjort på syntetiskt framställd manganoxid och -hydroxid, men naturliga pigment förekommer och i dem finns det även lite järnoxider och leror.